# Заколдованный мальчик
«Заколдованный мальчик» — советский рисованный мультипликационный фильм, который создали в 1955 году режиссёры Александра Снежко-Блоцкая и Владимир Полковников
по мотивам повести Сельмы Лагерлёф «Чудесное путешествие Нильса с дикими гусями» (1906—1907; в титрах — «Чудесное путешествие на гусях»). Седьмой полнометражный мультфильм студии «Союзмультфильм».

## Сюжет
В начале фильма мальчик по имени Нильс дразнил гусей, кидая в них камни. Далее он садится за уроки, попутно сбив из рогатки воробья, севшего на цветочный горшок.
Пока Нильс размышлял над математической задачей, из стоявшего неподалёку сундука вылез гном, который, расчихавшись, падает, однако подол его одежды оказывается прищемлённым закрывшейся крышкой. Нильс, услышав чихание, замечает гостя и просит решить за него задачу. Тот наколдовывает чистый и красивый почерк, однако Нильс не в восторге, и гном спешно меняет почерк на другой, с орфографическими ошибками и кляксами.
Из-за упрямства Нильса гном высвобождается от крышки сундука сам, но мальчик ловит его с помощью сачка. В обмен на свободу Нильс спрашивает: «А можешь ты сделать, чтоб и я был таким же, как ты?» (имея в виду волшебные способности). Обозлённый гном приводит просьбу в исполнение в ином смысле — он уменьшает мальчика до своих размеров, после чего торжественно уходит. Нильс бросается за ним в погоню (дабы узнать, «как чудеса делать»), но, выбежав во двор, встречает лишь сбитого им воробья. Воробей зовёт гусей смотреть на заколдованного Нильса, и те, увидев, каким стал их обидчик, стали его дразнить:
Хорош! Хорош! Так тебе и надо!
Неожиданно появляются дикие гуси и призывают лететь в Лапландию. Домашние гусыни отказываются, и лишь Мартин — друг Нильса и лучший гусь его матери — вызывается лететь. Нильс попытался остановить товарища, но не сумел из-за недостаточных роста и сил. Тогда он садится Мартину на шею и требует вернуться обратно, но тот отказывается. Когда же гусь упал от усталости, Нильс делает ему компресс, взяв тряпку из ближайшего пруда.
Очнувшись, Мартин окунается в воду, но затем видит, что Нильс сам потерял сознание. Тогда он берёт мальчика с собой и летит на льдину, где заночевали дикие гуси. По прилёте он уговаривает Акку Кнебекайзе, вожака диких гусей, принять его в стаю, и та нехотя соглашается. Увидев Нильса, госпожа Кнебекайзе решила, что «даже от очень маленького мальчика можно ждать очень больших неприятностей», однако Мартин просит её оставить друга с ними на одну ночь, пока ему не станет лучше, и гусыня ставит условие, чтобы утром мальчик покинул стаю.
Наутро льдина приплывает к берегу, где на одного из гусей нападает лис Смирре, собравшись его съесть. Стая просыпается и улетает, услышав крик сородича, но тот не может выбраться из-под лап лиса. Видя это, пришедший в себя и случайно оставшийся на льдине Нильс хватает Смирре за хвост, требуя оставить гусака в покое. Лис, отпустив добычу, стряхивает мальчика и начинает охотиться уже на него. Перескочив на другую льдину (чуть большего размера, чем он сам), герой дразнит хищника, тот в порыве мести прыгает следом и, не удержавшись, тонет. Наконец, к Нильсу подлетает Мартин и везёт его к Акке Кнебекайзе, которая разрешает мальчику остаться в её стае за спасение от лиса.
Как только гуси прилетели на лесную поляну, Нильс уселся на камень и заскучал по дому и матери. Тут же появляется Мартин с орехами, которые ему дала белка Сирле. Узнав, что гусь забыл поблагодарить белку за угощение, Нильс сердится на друга, назвав его невежей, и бежит в лес. Добравшись до дерева с беличьим дуплом, герой слышит крики двух бельчат, которые обеспокоены тем, что их брат Тирле упал и потерялся. Нильс отправляется на поиски пропавшего бельчонка, находит его в яме и на своих плечах доставляет к дуплу. Увидевшая это сорока разносит на весь лес, что мальчик якобы похитил детёныша. Сирле тут же вернулась к детям, но Нильс ещё не пришёл. В это время обиженный Мартин всё думал:
Вот теперь волнуйся за него [Нильса], беспокойся! Ты, говорит, невежа — белке спасибо не сказал. Очень ей нужно его «спасибо»!
Белка, отблагодарив Нильса за возврат сына, предлагает ему помощь. Мальчик вспоминает про гнома и, расстроившись, говорит, что только он ему поможет. В ответ Сирле сообщает, что в лесу живёт некий гном по имени Бебелиус, и Нильс, уточнив приметы, понимает, что это тот, кого он ищет. Распрощавшись с белкой, Нильс бежит по подсказанной ей дороге прямо к гному.
Бебелиус в это время шёл купаться, напевая песню. Проследовав за ним, Нильс приходит к пруду и, не найдя гнома, также решает искупаться. Затем они оба вылезают из воды, но случайно сталкиваются друг с другом возле папоротника, и Нильс просит у колдуна прощения за обиды. Бебелиус говорит мальчику, что давно простил его, но чтобы чары развеялись, Нильс обязан выполнить три условия:
Когда одна палочка и девять дырочек истребят целое войско, когда король обнажит голову, а ты останешься в шляпе, когда…
Про третье условие гном сказал, что поставит его, если исполнятся два первых. В это время гусь Мартин, всё ещё переживая за товарища, бежит его искать, думая, что мальчика съели хищники. Нильс останавливает Мартина и успокаивает его. Гуси продолжают путь.
К вечеру погода резко изменилась: начался шторм. Большой привал был назначен Аккой Кнебекайзе около Глиммингенского замка, где живут аисты. Один из самых старых жильцов замка, аист Эрменрих, со слезами сообщает госпоже Кнебекайзе чрезвычайную ситуацию: замок окружён полчищем крыс. Акка говорит Эрменриху, что в его замке хранится одна старинная книга, в которой написано, как избавиться от грызунов. Нильс, читая этот гримуар, находит способ изгнания крыс посредством волшебной дудочки. Изготовив инструмент по приведённому в книге чертежу, Нильс с его помощью выводит крыс из замка, и они тонут.
Через несколько дней начался дождь, и стае пришлось заночевать на крыше городской ратуши. Пока Нильс разговаривал со спящим Мартином про условия гнома, дождь усилился, и мальчика занесло в водосточную трубу. На одной из затопленных дорог Нильс находит чей-то ботинок, выплывает на сушу и оказывается около бронзового памятника королю Швеции Карлу XI, которому кричит:
Эй, ты! Чучело бронзовое! Чем без толку тут торчать, ты бы лучше прогулялся немного! Ноги бы поразмял! Молчишь? Ну и молчи. Счастливо оставаться!
Вернувшись к трубе, Нильс видит, что бронзовый король ожил и пошёл за ним, и убегает, боясь быть растоптанным. Споткнувшись, герой видит, что Карлу перебежала дорогу чёрная кошка, и тот свернул на другую улицу. Нильс оказывается возле деревянной скульптуры моряка Розенбома, стоящей рядом с таверной «Деревянный боцман». Розенбом также оживает и, увидев мальчика, прячет его под свою шляпу.
Вскоре к деревянному моряку подходит бронзовый Карл и спрашивает про своего обидчика, желая проучить его. Боцман, дабы не выдать Нильса, сообщает королю, что мальчишка побежал к старой верфи. Добравшись туда, статуи обнаруживают корабль, который ранее был королевским фрегатом. Отдавая честь «свидетелю былой славы», Карл и Розенбом снимают головные уборы, и первый замечает Нильса в шляпе второго. В ответ герой говорит королю, что тот ничего не сможет ему сделать, и показывает на часовую башню. Вспомнив, что в 3 часа ночи он должен вернуться на пьедестал, Карл спешно убегает.
Утром гуси летят в Лапландию без всяких приключений. Однако с первыми заморозками они отправляются обратно. По дороге Нильс машет шапкой всем тем, кто встречался ему на пути: памятникам, аистам и белкам. Прощаясь с Нильсом, Акка Кнебекайзе говорит, что родители ему обрадуются, но Нильс не желает возвращаться домой из-за маленького роста и решает полететь с гусями на юг. Мартин летит домой, чтобы посмотреть обстановку и доложить об этом Нильсу. Неожиданно к мальчику подходит гном и ставит ему последнее условие:
Ты снова станешь большим, когда на обеденный стол с капустой и яблоками подадут твоего самого близкого друга.
Поняв значение этого условия, испугавшийся Нильс бежит домой. Тем временем, Мартина, который, зайдя в сарай, стал рассказывать гусям о приключениях, запирает мать Нильса, чтоб он больше никуда не улетал. Прибежавший Нильс тут же выпускает гуся из сарая и приказывает ему быстрее улетать. Бебелиус считает, что Нильс правильно поступил, пожертвовав собой ради друга, возвращает ему первоначальный рост, кланяется и исчезает.
В финале расколдованный Нильс благополучно возвращается домой. Его мать ужасно расстроена, что никогда больше не увидит сына, но последний стучит в окно и воссоединяется с родителями.

## Съёмочная группа

### Создатели
- Сценарий: Михаила Вольпина
- Режиссёры: Владимир Полковников, Александра Снежко-Блоцкая
- Художники-постановщики: Лев Мильчин, Гражина Брашишките, Роман Качанов
- Композитор: Владимир Юровский
- Оператор: Михаил Друян
- Звукооператор: Николай Прилуцкий
- Ассистент режиссёра: Нина Орлова
- Ассистент по монтажу: Нина Майорова
- Второй оператор: Екатерина Ризо
- Художники-мультипликаторы:
  - Фёдор Хитрук
  - Татьяна Таранович
  - Лев Позднеев
  - Борис Чани
  - Борис Бутаков
  - Геннадий Новожилов
  - Игорь Подгорский
  - Рената Миренкова
  - Константин Чикин
  - Владимир Крумин
  - Вадим Долгих
  - Лев Попов
  - Фаина Епифанова
  - Борис Меерович
- Художники-декораторы: Ирина Светлица, Ирина Прокофьева, Пётр Коробаев

### Роли озвучивали
- Валентина Сперантова — Нильс Хольгерсон
- Анатолий Кубацкий — гном Бебелиус
- Эраст Гарин — гусь Мартин
- Татьяна Струкова — гусыня Акка Кнебекайзе (в титрах как В. Струкова)
- Георгий Вицин — Розенбом, деревянный боцман / один из диких гусей
- Алексей Консовский — аист Эрменрих / один из диких гусей

#### В титрах не указаны
- Георгий Милляр — один из диких гусей
- Юлия Юльская — бельчата
- Сергей Мартинсон — главная крыса
- Елена Понсова — белка Сирле / сова
- Наталья Медведева — мать Нильса
- Владимир Ершов — бронзовый король[2][неавторитетный источник]

### Восстановленная версия
Фильм восстановлен на киностудии имени Горького. Эта версия частично переозвучена — музыка записана заново, но голоса актёров оставлены в оригинальном виде. Поэтому в сценах с диалогами звучит оригинальная музыка. Титры и интертитры полностью заменены.
- Режиссёр восстановления — Владимир Беренштейн.
- Звукооператор — В. Щербаков.
- Директор — Н. Ковалевский.
- Государственный симфонический оркестр кинематографии под управлением Владимира Понькина.

Именно эта версия мультфильма вошла в сборник «Лапландские сказки» (1990).

## Отзывы
Режиссёры Владимир Полковников и Александра Снежко-Блоцкая сняли один из лучших рисованных мультфильмов «Заколдованный мальчик» по сказке шведской писательницы Сельмы Лагерлёф. Создатели картины рассказали о необыкновенных приключениях Нильса с дикими гусями поэтично, с тёплым юмором и забавными трюками. Характеры всех героев показаны в развитии, каждый жест персонажей лаконичен. Среди других достоинств фильма — прекрасная передача шведской природы, архитектуры, глубина пейзажей, яркая гамма красок.— Сергей Капков «Наши мультфильмы»

Целым этапом в истории советской мультипликации стала работа над картиной «Заколдованный мальчик» (1955). Большой пятичастный фильм по сказке С. Лагерлёф своим безграничным успехом обязан не только режиссёрам В. Полковникову и А. Снежко-Блоцкой, но и сценаристу М. Вольпину, чутко чувствовавшему природу анимации. Выдающаяся «актёрская работа», захватывающий сюжет, колоритные многокрасочные персонажи (озвученные В. Сперантовой, Э. Гариным, А. Кубацким) завоёвывают зрительские сердца уже больше полувека.— Предисловие: Лариса Малюкова при участии Наталии Венжер «Русская — советская — российская», стр. 23

## Издания на VHS и DVD
В середине 1990-х годов мультфильм выпущен в VHS-сборнике лучших советских мультфильмов от Studio PRO Video на видеокассетах.
В 2009 году восстановленная версия была выпущена на DVD компанией «Крупный план».